# Aphis spiraecola
Aphis spiraecola (лат.) — вид полужесткокрылых насекомых семейства настоящие тли (Aphididae).

## Распространение
Эти насекомые распространены по всему миру, кроме самых холодных регионов. Основными районами распространения является Япония, полуостров Корея, Китай, Грузия, Европа, Юго-Восточная Азия, Индия, Америка.

## Описание
Тело овальное, длиной 1,2—1,9 мм. Жёлто-зелёного, бледно-зелёного или зелёного цвета. Трубочки и хвостик тёмные. Кончик последнего членика усика в 1,9—3,1 раза длиннее за основу этого членика. Длина последнего членика хоботка равна 0,9—1,4 длины второго членика задней лапки. Трубочки на уровне 0,7—1,6 длины хвостика. Краевые бугорки есть на I и VII тергитах брюшка.

## Образ жизни
Полноцикличный многоядный вид. Первичной кормовой растением, пожалуй, является спирея (Spiraea). Мигрирует на много древесных и травянистых растения, в том числе на яблоню, боярышник, рябину, валериану. Поселяется на нижней и верхней стороне листьев, вершине побега, цветоносе, иногда в больших плотных коконах.

## Экономическое значение
Является важным вредителем цитрусовых, но и повреждает широкий спектр других культур, таких как капустоцветные (Brassicaceae), картофель, перец и табак (пасленовые), яблоня, спирея, слива и ряд декоративных растений. Является переносчиком 17 вирусов, которые вредят растениям.